# Совинско језеро
Совинско језеро или Совинац је вештачко језеро на 2 km источно од места Салаш, поред регионалног пута Зајечар—Неготин. Заједно са Глоговачким језером чини акумулацију намењену првенствено за наводњавање обрадивих површина пољопривредног добра „Салаш“. Настало је 1988. године преграђивањем потока Совинац браном висине 14 m Површине је 15 хектара. Дужина језера је око 1.200 m, највећа ширина око 110 m, а највећа дубина 12,5 m. Налази се на надморској висини од 293 мнв.
Вода је готово целе године замућена услед муљевитог дна језера, као и присуства пањева и грања у његовом доњем делу. На језеру се налази уређена плажа. На обали језера налази се мотел са рестораном, а поред њега је уређен ауто-камп, као и терени за мале спортове и забаву деце. Језеро је богато рибом (шаран, амур, бабушка, смуђ, сом, штука), те стога веома погодно за риболов.
Овде лети борави и преко 1.500 посетилаца дневно.